# Aubenas-les-Alpes

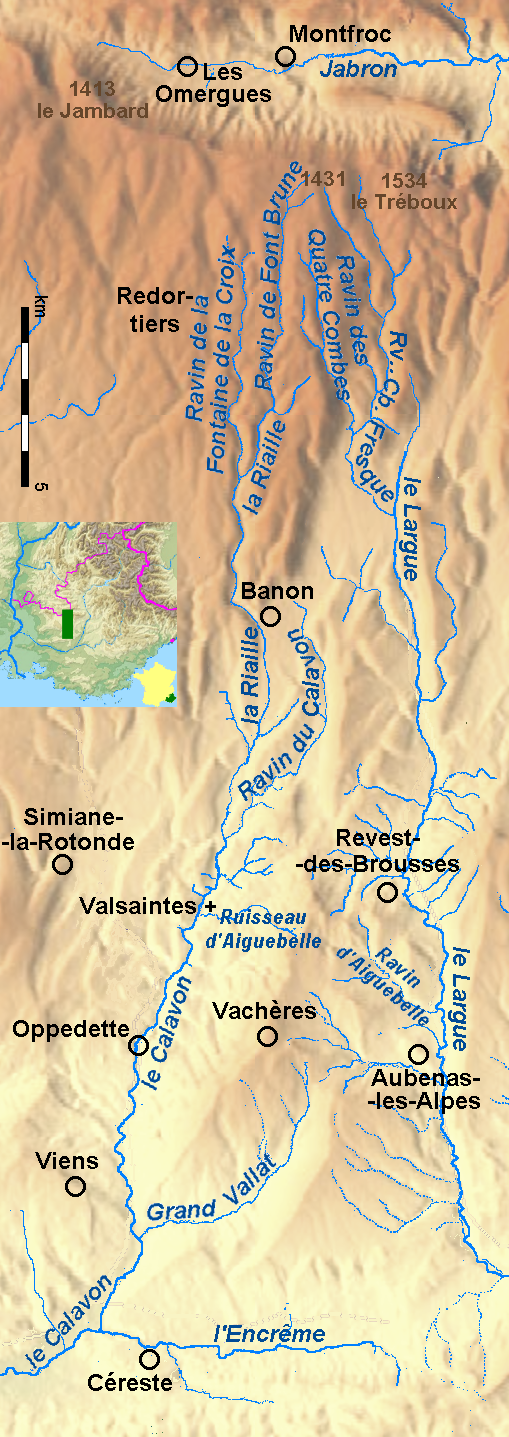
Lage von Aubenas-les-Alpes am Oberlauf des Largue

Aubenas-les-Alpes ist eine  französische Gemeinde  mit 85 Einwohnern (Stand 1. Januar 2022) im Département Alpes-de-Haute-Provence in der Region Provence-Alpes-Côte d’Azur. Sie gehört zum Arrondissement Forcalquier und zum Kanton Reillanne. Die Bewohner nennen sich Albascecois.

## Geographie
Die Gemeinde grenzt im Norden an Revest-des-Brousses, im Osten an Saint-Michel-l’Observatoire, im Süden an Reillanne und im Westen an Vachères. Im Osten bildet der Fluss Largue die Gemeindegrenze. 

## Weblinks

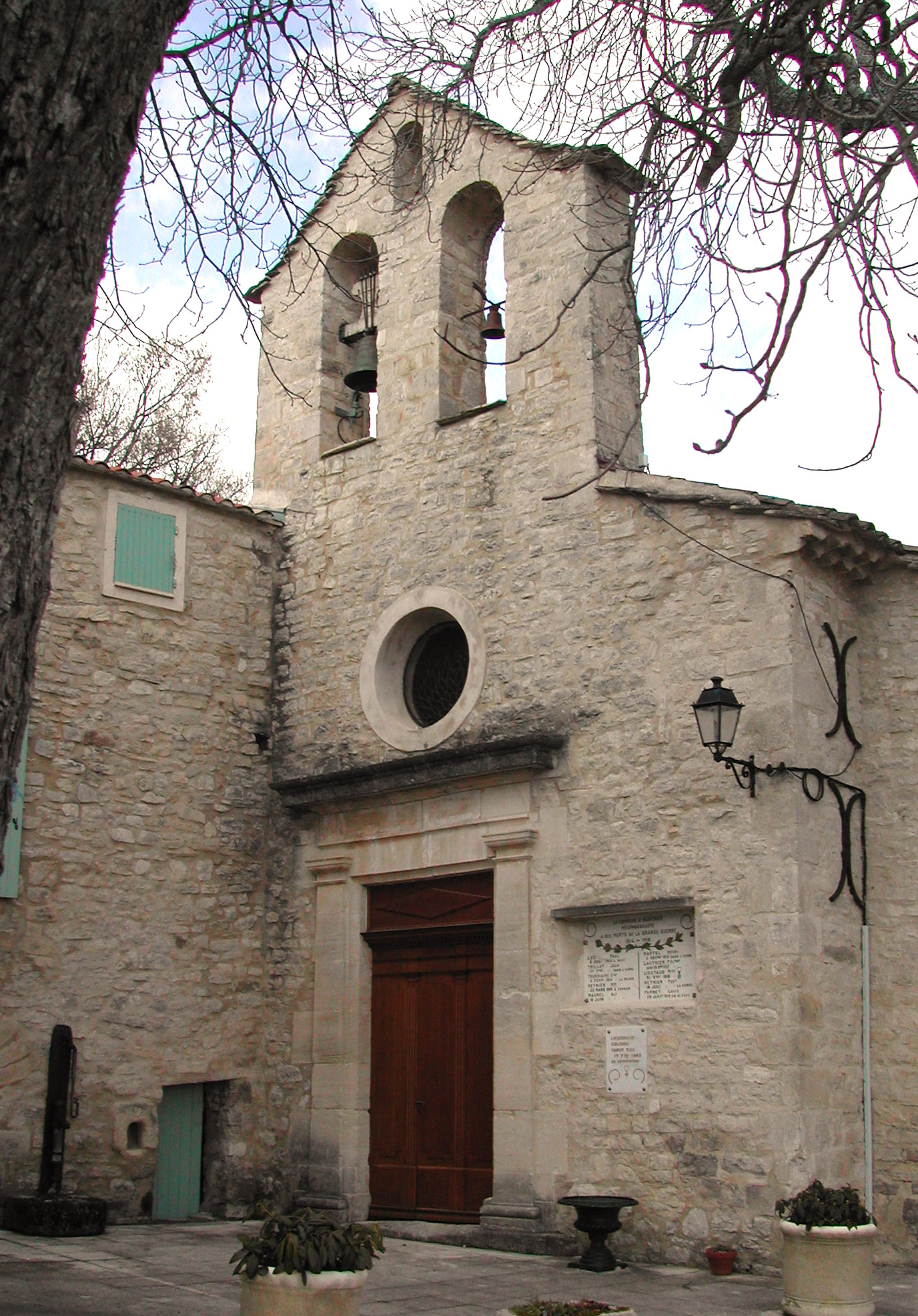
Kirche Assomption de la Vierge

## Bevölkerungsentwicklung
| Jahr      | 1962 | 1968 | 1975 | 1982 | 1990 | 1999 | 2008 | 2012 |
| --------- | ---- | ---- | ---- | ---- | ---- | ---- | ---- | ---- |
| Einwohner | 44   | 38   | 50   | 59   | 51   | 62   | 108  | 105  |